# Burgen- und Klostergeschichte der Gemeinde Pettendorf
Die Burgen- und Klostergeschichte der Gemeinde Pettendorf beschreibt die historischen Gegebenheiten in der Oberpfälzer Gemeinde Pettendorf bei Regensburg. Dort gab es nach dem Jahr 1000 eine Festungsanlage, welche später in ein Kloster umgewandelt wurde und von der keine sichtbaren Überreste  vorhanden sind. Im 13. Jahrhundert wurde die Klosteranlage auf den Adlersberg verlegt, wo Kirche und Bausubstanz in großen Teilen erhalten sind.

## Die Burg der Herren von Pettendorf (1000 bis 1119)

### Stammsitz, Namensgebung und Abstammung der Herren von Pettendorf

#### Die Burg zu Pettendorf

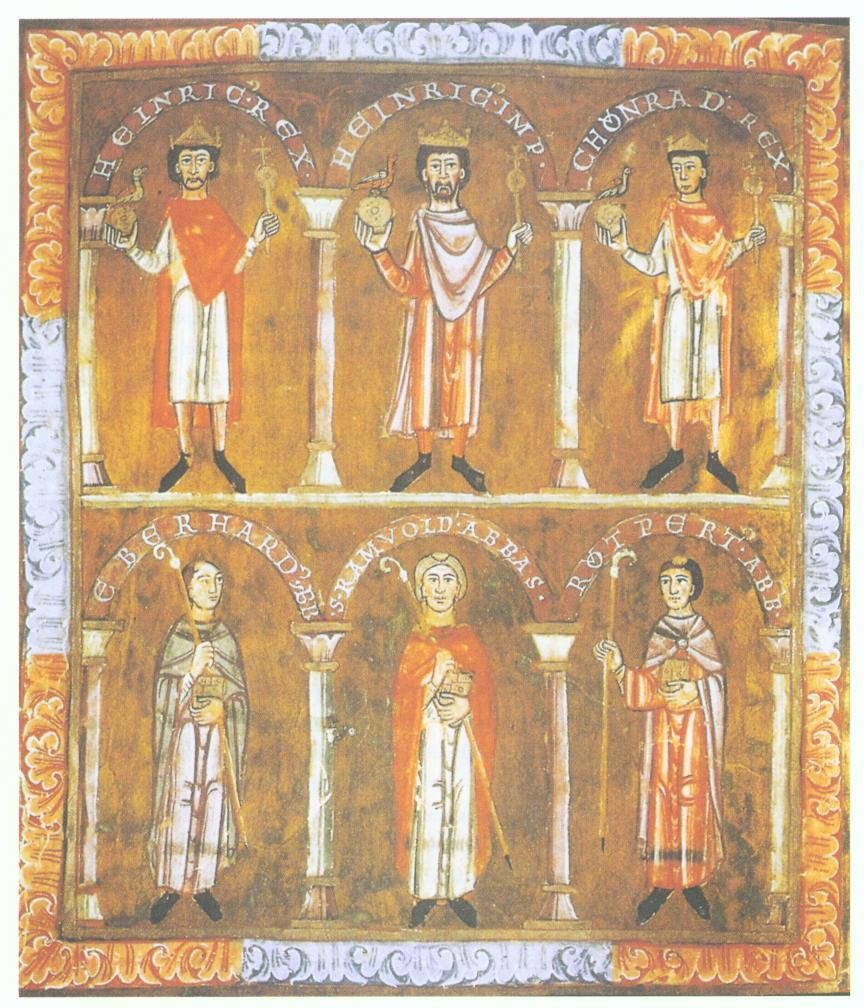
Im Zusammenhang mit Heinrich IV. (HRR) werden die Herren von Pettendorf 1071 erstmals urkundlich erwähnt

Thronsigel von Erzbischof Rudgar von Magdeburg, dem Bruder des Friedrich III. von Pettendorf

Urkunden belegen, dass es im hohen Mittelalter nach der Jahrtausendwende in Pettendorf im Bereich des heutigen Kirchfriedhofs eine Burg gab. Es muss sich dabei um eine mächtige Burganlage am höchsten Punkt im Ort gehandelt haben. Von dieser Burganlage sind keine Überreste erhalten, aber Totengräber stoßen im Friedhofsbereich immer wieder auf unterirdische Mauerreste, welche mit hoher Wahrscheinlichkeit dem alten Bollwerk zuzuordnen sind. Auch das im Volksmund „Schloss“ genannte Anwesen der heutigen Besitzerfamilie Amann, zwischen Schloßstraße und Martin-Klob-Straße, befindet sich vermutlich auf den Überresten der Burg.
Dass es sich hier um eine mächtige Burg gehandelt haben muss, ergibt sich auch aus dem Umstand, dass sich im 11. Jahrhundert die Besitzer der Anlage Herren von Pettendorf genannt haben. Pettendorf bildete den Stammsitz dieses Adelsgeschlechts und die Familie führt in zeitgenössischen Aufzeichnungen auch immer nur die Bezeichnung „de Pettendorf“ oder nach älterer Schreibweise auch „de Bettendorff“. Weitere Bezeichnungen nach den Herrschaften in Lengenfeld und Hopfenohe wurden laut Hans Schneider erst später ihrem Namen angefügt. In der Literatur werden die Herren von Pettendorf daher auch teilweise als „Herren von Pettendorf-Lengenfeld-Hopfenohe“ oder „Herren von Pettendorf-Lengenfeld“ bezeichnet.
Ob die Herren von Pettendorf selbst, ihre Vorfahren oder andere Adlige die Burg zu Pettendorf errichtet haben, ist unklar. Gesichert ist lediglich, dass der Raum um Pettendorf bis etwa zum Jahr 1000 bewaldet und erst im Zuge der Erschließung des Nordgaus besiedelt wurde. Auch sind die Herrschaftsverhältnisse vor dem Auftreten des ersten Herrn von Pettendorf, Friedrich I., unklar. Um das Jahr 1000 gehörten große Teile des Nordgaus den Markgrafen von Schweinfurt, deren Herrschaftsmittelpunkt zu jener Zeit in der heutigen Oberpfalz lag. Heinrich von Schweinfurt ist dabei um das Jahr 1000 als „Graf an der unteren Naab“ belegt. Zur Grafschaft „an der unteren Naab“ gehörten damals unter anderem Schierstadt (heute ein Teil von Stadtamhof), Prüfening, Machendorf (bei Parsberg) und Lindenloh (bei Schwandorf). Pettendorf liegt innerhalb dieser Herrschaftspunkte der „Grafschaft an der unteren Naab“, womit die Errichtung eines Stützpunkts bereits durch die zu jener Zeit herrschenden Grafen nicht auszuschließen ist. Wahrscheinlich erscheint sogar eine Besiedelung schon zur Völkerwanderungszeit durch die Agilolfinger, zumal Pettendorf im Mittelalter einer der wichtigsten Orte im Bezirk war.

#### Die Herren von Pettendorf und ihre unklare Abstammung
Das edelfreie Adelsgeschlecht der Pettendorfer gehörte im 11. Jahrhundert zu den einflussreichsten und wohlhabendsten Familien im Bereich nördlich der mittleren Donau. Ihr Herrschaftsgebiet erstreckte sich von der Donau bei Pettendorf im Süden bis nach Grafenwöhr im Norden, locker eingegrenzt durch die Flüsse Regen, Vils und Naab, und deckte damit große Teile der heutigen Oberpfalz ab. Der Besitz der Pettendorfer bestand aus Vogteirechten, Lehen und Allodialbesitz in diesem Raum. Von ihrer Burg in Pettendorf aus bauten sie ihr Herrschaftsgebiet ab Mitte des 11. Jahrhunderts anscheinend sukzessive nach Norden aus. Wichtige Herrschaftspunkte waren unter anderem Lengenfeld, Hopfenohe, Steinsberg (bei Regenstauf), Ensdorf, Waldeck und Kallmünz. In Lengenfeld begannen sie noch vor dem Jahr 1100 mit der Errichtung einer Großburg zum Schutz ihres erheblich vergrößerten Herrschaftsgebiets (Burg Burglengenfeld). Entscheidend für ihren Aufstieg waren zudem offenbar die Hinwendung zum 1007 gegründeten Bamberger Bistum sowie ihre Verbindungen zu den Saliern und Staufern. Die Herren von Pettendorf werden auch als wichtiges Rodungsgeschlecht in der Oberpfalz angesehen, dies begann mit der systematischen Anlage von zum Teil noch bestehenden Höfen in Eidödlage rund um die Burg Pettendorf (Aignhof, Haselhof, Urtlhof, Tremmelhausen, Aichahof, Hummelberg, Ried) und geht weiter über die Naab (Ebenwies) in den Nordgau hinein. Sie stehen mit dem mit ihnen verwandten Geschlecht der Groitzsch auch mit der Kolonisation im Elberaum in Verbindung.
In dieser Zeit stach die Familie der Herren von Pettendorf auch durch Heiratsverbindungen bis in höchste Reichsadelsschichten und bis nach Sachsen hervor. Diese Verwandtschaftsverhältnisse lassen sich teilweise auf Basis der Pegauer Annalen von 1155 nachzeichnen.
Laut Wilhelm Wegener stammte die Linie der Herren von Pettendorf aus der Eheverbindung von Heinrich II. Graf an der Pegnitz († um 1043) und einer Tochter von Kuno I. Graf im Sualafeld († nach 1020) aus der Welfen-Familie ab. Heinrich II. war der Sohn des Markgrafen Heinrich von Schweinfurt (* vor 980; † 1017), der über weite Teile des Nordgaus herrschte und auf dessen (Teil-)Erbe sich vermutlich die Ländereien der Herren von Pettendorf gründeten. Inwieweit dies wahrscheinlich ist, ist allerdings fraglich, da Kaiser Heinrich II. die Ländereien der Markgrafen von Schweinfurt nach der Schweinfurter Fehde zerschlagen und einen Großteil der Besitzungen dem Bistum Bamberg sowie ihm loyalen Adligen übereignet hatte.
Wilhelm Störmer vermutet aufgrund dieser Ausgangslage, dass die Vorfahren der Herren von Pettendorf offenbar zu den Gewinnern der Auseinandersetzung von Heinrich II. und Heinrich von Schweinfurt nach dem Jahr 1003 gehörten. Er und andere Historiker ordnen die Abstammung der Herren von Pettendorf daher einer Seitenlinie der Grafen von Sulzbach oder den mit ihnen Verwandten Edelfreien von Kastl zu. Heinrich Wanderwitz nennt – als Einziger – hingegen einen „Gotscalc de Ensdorf“ sowie eine „Heilika“ als Eltern von Friedrich I. von Pettendorf und damit als Begründer der Linie der Herren von Pettendorf.
Erstmals wurde die Familie der Herren von Pettendorf im Jahr 1071 in einer Urkunde über eine Schenkung von Kaiser Heinrich IV. erwähnt. 1091 wurde ein „Friedrich de Bettendorf“ in einer weiteren Urkunde Kaiser Heinrichs IV. für das salische Hausbistum Speyer genannt. 1108 fungierte ein „Friedrich de Pettendorf“ für das Domkapitel Bamberg als Zeuge. 1112 wurde „Friedrich de Bettendorph“ in gleicher Funktion in einer Kaiserurkunde Heinrich V. genannt. Da es drei unmittelbar aufeinanderfolgende Herren von Pettendorf mit dem Namen Friedrich gab, ist eine konkrete Zuordnung der Namensnennungen sehr schwierig.
In einer Traditionsnotiz des Regensburger Klosters St. Emmeram aus dem Jahr 1028 werden ein „Friedrich de Pettendorf“ und ein „Gotscalc de Ensdorf“ als Ministeriale dieses Konvents genannt. Heinrich Wanderwitz weist aber darauf hin, dass es sich diesbezüglich bei näherer Betrachtung um eine massive Verfälschung der Notiz nach dem Jahr 1100 handelt. Als Grund für die Fälschung nennt Wanderwitz, dass St. Emmeram möglicherweise nach dem Tod des letzten Pettendorfer Dynasten um 1119 Ansprüche auf dessen Erbe belegen wollte.

#### Spätere Aufzeichnungen ordnen die edelfreien Pettendorfer häufig falsch ein
Laut Heinrich Wanderwitz werden die Herren von Pettendorf in der Literatur fälschlicherweise vereinzelt auch als Grafen bezeichnet. Dies rührt vermutlich daher, dass der Besitz der Pettendorfer für Edelfreie ungewöhnlich umfangreich und ihre Heiratsverbindungen weit über ihre Standesgrenzen hinausgingen, was dazu führte, dass sie in mittelalterlichen Aufzeichnungen auch schon ungenau als „comes de Lenginvelt“ benannt wurden.
Tatsächlich gehörten die Herren von Pettendorf aber dem edelfreien Stand („nobilissimus de Pettendorf“) an, was sich aus vielen Urkunden des 11. Jahrhunderts und vom Anfang des 12. Jahrhunderts ergibt. Selbst im geplanten Hauskloster der Herren von Pettendorf, dem Kloster Ensdorf, befinden sich keine Nachweise, dass die Pettendorfer dem Grafenstand („comes“) angehörten.
Auch Tobias Weller führt aus, dass den Aufzeichnungen des Klosters Ensdorf gegenüber den Pegauer Annalen der Vorzug zu geben sei und sich aus dem Ensdorfer Gründungsbericht eindeutig ergibt, dass die Herren von Pettendorf Edelfreie (vir nobilis) waren und nicht dem Grafenstand angehörten.

#### Das Wappen der Herren von Pettendorf

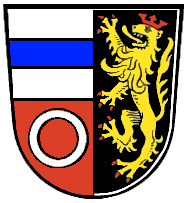
Silberner Ring auf rotem Grund – das Wappen der Herren von Pettendorf im Wappen des ehemaligen Landkreises Kemnath

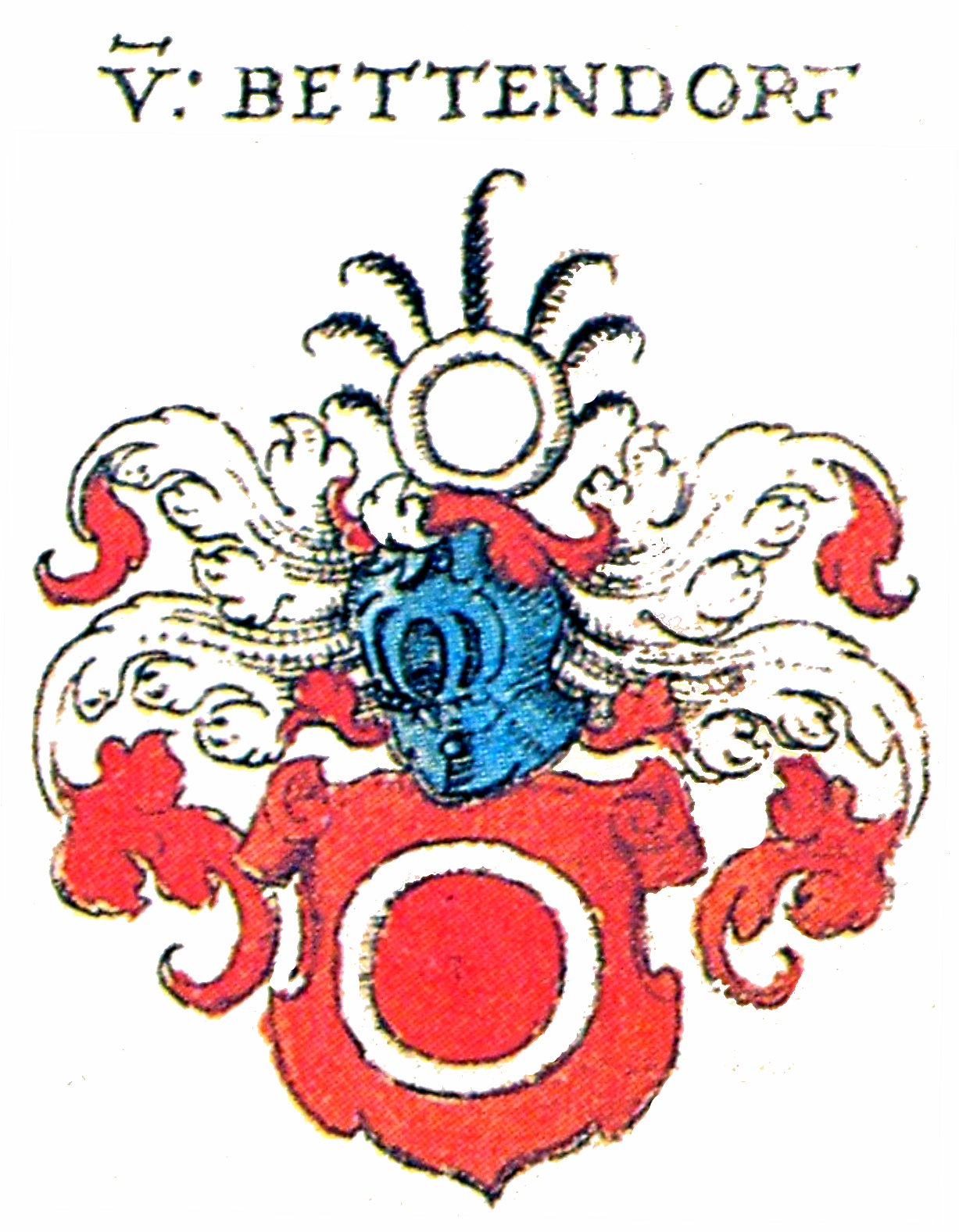
Das Wappen der ab dem 15. Jahrhundert auftretenden Bettendorfer

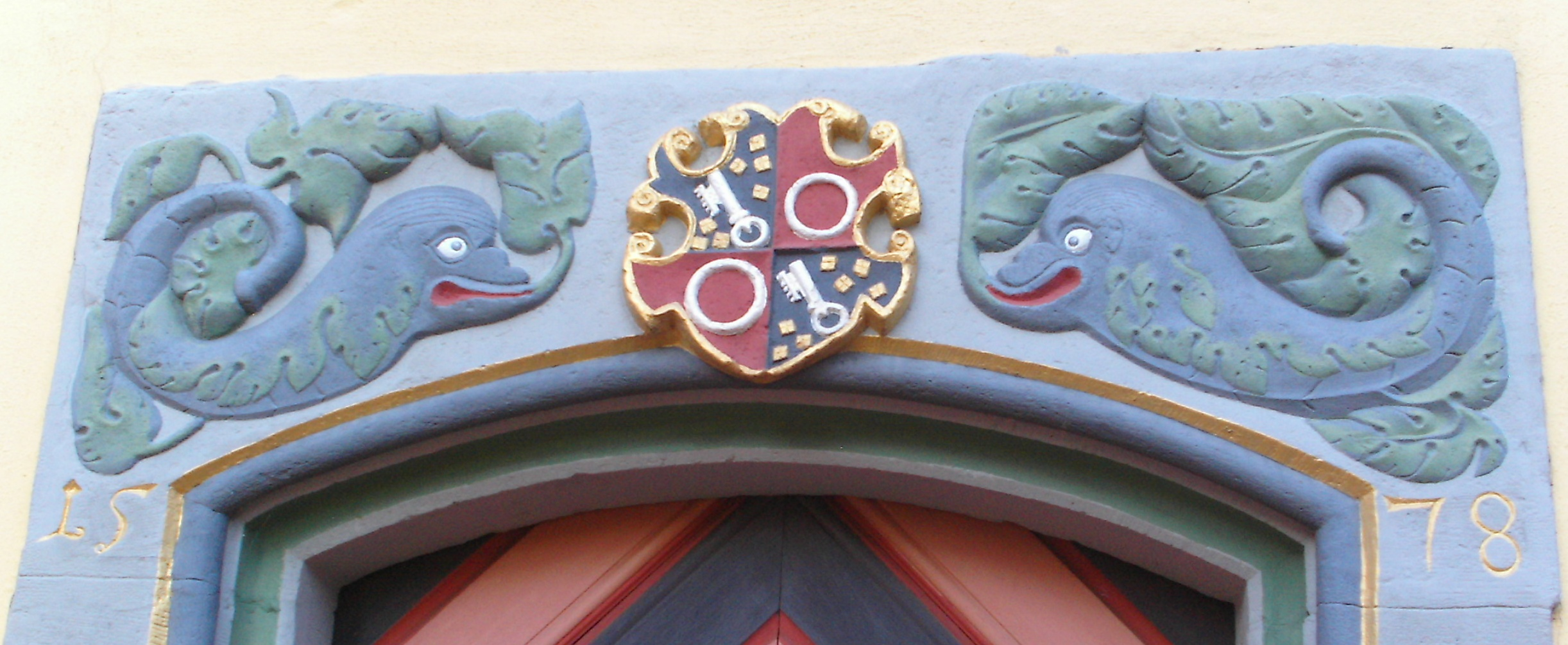
Türsturz mit Wappen des Wormser Bischofs Dietrich II. von Bettendorf, Ladenburg, Bereich des Bischofshofes

Heilika auf dem Wappen von Pettendorf

Der bis zur Gebietsreform in Bayern am 1. Juli 1972 bestehende Landkreis Kemnath führte in seinem Wappen auch das Wappen der Herren von Pettendorf. Das Wappen der Pettendorfer Edelfreien stellte einen silbernen Ring auf rotem Grund dar. Der Bezug von Kemnath zu den Pettendorfern ergibt sich aus der Burg Waldeck, welche ungefähr fünf Kilometer östlich von Kemnath lag und ab etwa 1050 im Besitz des Adelsgeschlechts war. Der blaue Querbalken im Wappen des Landkreises Kemnath nimmt Bezug auf die Landgrafen von Leuchtenberg, welche vom letzten Herrn von Pettendorf nach Heirat mit einer seiner Töchter zwischen 1112 und 1116/19 die Herrschaft Waldeck geerbt hatten.
Das Wappen mit dem silbernen Ring auf rotem Grund wurde auch vom später aufgetretenen Adelsgeschlecht Bettendorff übernommen, welche ihren Ursprung auch auf die Herren von Pettendorf-Lengenfeld-Hopfenohe zurückführten. Dieses ab dem 15. Jahrhundert aufgetretene Adelsgeschlecht leitete seinen Namen aber von der Burg Pettendorf bei Neunburg vorm Wald ab. Die tatsächliche Verbindung zu den Alt-Pettendorfern ist aber unklar.

### Von Friedrich I. von Pettendorf bis zu Pfalzgräfin Heilika

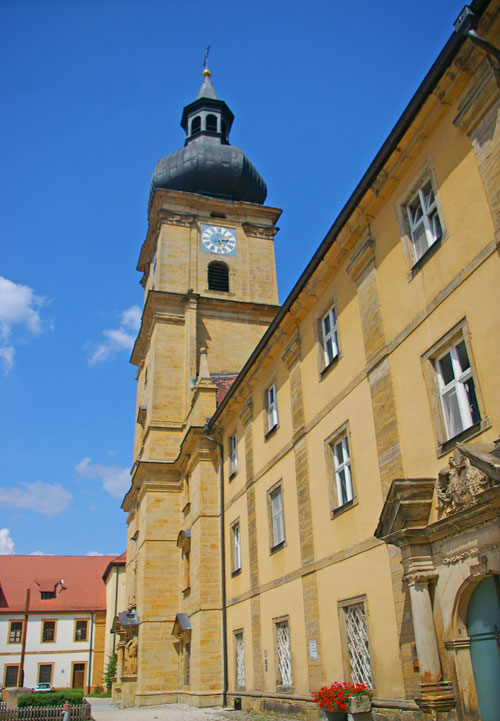
Kloster Ensdorf, letzte Ruhestätte des Friedrich III. von Pettendorf und seiner Töchter

Friedrich I. von Pettendorf (* um 1025; † um 1060) war seit etwa 1050 mit Sigena von Leinungen (* um 1025; † vor 1110), der Tochter von Graf Goswin dem Älteren von Groß-Leinungen und Erbin von Morungen und Gatersleben verheiratet.
Für Sigena war es die zweite Ehe, nachdem ihr erster Ehemann Gaugraf Wiprecht I. vom Balsamgau verstorben war. Sigena überlebte auch ihren zweiten Mann und war zuletzt die dritte Äbtissin des Klosters Vitzenburg. Aus der Ehe von Sigena mit Wiprecht I. ging unter anderem der bedeutende Wiprecht von Groitzsch hervor. Zu ihm schienen die Pettendorfer Herren auch nach dem Tod von Friedrich I. noch engen Kontakt gehalten zu haben. So rief Sigena zwischen 1085 und 1106, also schon lange nach dem Tod von Friedrich I., Siedler aus der Herrschaft Pettendorf-Lengenfeld-Hopfenohe nach Weißbach, ins Herrschaftsgebiet ihres ersten Sohns Wiprecht von Groitzsch.
Aus der Ehe von Friedrich I. mit Sigena entstammte Friedrich II. von Pettendorf (* um 1050) und die Tochter Isingardis (* um 1050), die Ruotger von Veltheim (* 1048) heiratete. Über Friedrich II. gibt es kaum Aufzeichnungen; es steht nur fest, dass er ohne Nachkommen verstarb. Aus der Ehe von Ruotger mit Isingardis entstammten unter anderem Friedrich III. von Pettendorf (* um 1070; † 1112–1119) sowie Rudgar (* um 1072; † 1125), der spätere Erzbischof von Magdeburg. Die Wahl Rudgars zum Erzbischof von Magdeburg wurde von dessen Onkel, Wiprecht von Groitzsch, durchgesetzt. Der unmittelbare Vorgänger von Rudgar im Bischofsamt, Adalgod, war auch bereits ein Verwandter der Markgrafen von Groitzsch. Dies ist ein weiterer Beleg für die geschickte Familienpolitik der Sippen Groitzsch-Pettendorf. Zudem sollen Friedrich II. und Isingardis noch einen Bruder namens Gorwin gehabt haben.
Der letzte Pettendorfer Dynast, Friedrich III., war mit Heilika  († nach 1110) verheiratet. Die Annahme, sie sei eine Tochter von Herzog Friedrich von Schwaben gewesen, geht auf Hansmartin Decker-Hauff zurück und wird heute allgemein angezweifelt. Friedrich III. hatte zwei Töchter – Heilika (* um 1103; † 1170) und Heilwiga († 1160).
Heilika war eine Erbtochter der Pettendorfer und heiratete Otto V. von Scheyern, den ersten der Grafen von Scheyern, der sich nach seiner neuen Burg Wittelsbach (bei Aichach) nennt. Gemeinhin gilt Heilika als Stammmutter der Wittelsbacher und ermöglichte durch ihre Mitgift den Wittelsbachern die erste Besitzerwerbung nördlich der Donau im Nordgau (Bayern). Bei der Hochzeit war wohl schon absehbar, dass der letzte Herr von Pettendorf bald ablebte und den Wittelsbachern, für die es eine rangniedere Verbindung darstellte, so das Erbe anheimfiel. Das Abbild von Heilika wurde durch ein Frauensigel erhalten, welches als Vorlage für das Wappen der heutigen Gemeinde Pettendorf diente und gegenwärtig auch relativ detailgetreu als Logo der im Hauptort gelegenen Heilika-Apotheke geführt wird. Ein Frauensigel war für das Mittelalter sehr ungewöhnlich und deutet auf eine wichtige Stellung Heilikas zur damaligen Zeit hin.
Die zweite Tochter von Friedrich III., Heilwiga, war mit Gebhard I. von Leuchtenberg verheiratet, der 1146 starb. Als Mitgift brachte Heilwiga die Herrschaft Waldeck (Oberpfalz) in die Ehe ein. Heilwiga war damit Stammmutter der Landgrafen von Leuchtenberg, deren Herrschergeschlecht bis ins Jahr 1646 die Oberpfalz prägte.
Aus dem Testament von Otto I. aus dem Jahr 1170 mit Verfügungen über Besitzungen im Nordgau lässt sich ableiten, dass der um 1119 von seinem Großvater, Friedrich III. von Pettendorf, ererbte Besitz 6 Forste und 80 Orte in Streulage sowie die an die Landgrafen von Leuchtenberg vererbten Gebiete umfasst haben muss.
Darüber hinaus unterhielten die Herren von Pettendorf enge Beziehungen zu den Bischöfen von Bamberg, deren Lehensträger sie beispielsweise im Raum Abbach und Auerbach (bei Amberg) waren. Nach dem Erlöschen der Linie der Herren von Pettendorf war Bischof Otto I. von Bamberg in Sorge, dass Pfalzgraf Otto V. die Lehen seines verstorbenen Schwiegervaters für sich beanspruchen könnte. Durch Verhandlungen zwischen Pfalzgraf und Bischof konnte um 1121 ein Vergleich erreicht werden, der den Wittelsbachern einige Güter zusprach sowie andere Ländereien zur Stiftung dem Benediktinerkloster Michelfeld, dem Kloster Ensdorf und dem Kloster Prüfening übereignete. Vor allem die Urkunde vom 25. April 1124 mit der kaiserlichen Anerkennung des Klosters Ensdorf trägt mit einer bereits vorgefertigten „Traditionsnotiz“, welche die Reichskanzlei nur noch ausfertigen musste, alle Zeichen eines Kompromisspapiers zwischen Otto I. von Bamberg und Pfalzgraf Otto V.

### Die Stammliste der Herren von Pettendorf
Ausgehend von den Urkundenbeständen und auf Basis der Pegauer Annalen ergibt sich die folgende Stammliste der Herren von Pettendorf:
1. Friedrich I. (* um 1025; † um 1060) ⚭ Sigena von Leinungen (* um 1025; † vor 1110), Tochter von Graf Goswin dem Älteren, Erbin von Morungen und Gatersleben, Witwe von Graugraf Wiprecht I. von Groitzsch, aus erster Ehe Mutter von Wiprecht von Groitzsch sowie nach dem Tod Friedrich I. dritte Äbtissin des Klosters Vitzenburg
  1. Friedrich II. (* um 1050; † unbekannt)
  2. Isingardis (* um 1050; † unbekannt) ⚭ Ruotger von Veltheim (* 1048; † unbekannt)
    1. Rudgar von Veltheim (* unbekannt; † 1125), Erzbischof von Magdeburg
    2. Friedrich III. (* um 1070; † 1112–1119) ⚭ Helwic (* unbekannt; † nach 1110)
      1. Heilika (* um 1103; † 1170) ⚭ Pfalzgraf Otto V. von Scheyern (* unbekannt; † 1156). Heilika gilt als „Stammmutter“ der Wittelsbacher und brachte große Teile des Erbes Friedrich III. in die Ehe ein[14]
        1. Otto von Wittelsbach (* um 1117; † 1183), der erste Herzog von Bayern aus dem Hause Wittelsbach
        2. Konrad von Wittelsbach (* etwa 1120/1125; † 1200), Kardinalbischof, Erzbischof von Mainz und Erzbischof von Salzburg
        3. Friedrich II. († 1198), Pfalzgraf von Wörth und Lengenfeld
        4. Otto III. († 1189), Pfalzgraf von Bayern
        5. Hermann († unbekannt)
        6. Justizia († unbekannt) ⚭ Otto IV. († 1136), Graf von Wolfratshausen
        7. Udalrich II. († unbekannt), Propst von Innichen
        8. Hedwig († 1174) ⚭ Berthold V. († 1188), Markgraf von Istrien

      2. Heilwiga (* unbekannt; † 1160) ⚭ Gebhard I. von Leuchtenberg (* um 1118; † 1146); Heilwiga brachte die Herrschaft Waldeck in die Ehe ein
        1. Gebhardt II. von Leuchtenberg († 1168), der von Kaiser Friedrich Barbarossa in den Grafenstand erhoben wurde
        2. Friedrich I. († zwischen 1146 und 1155)[24]
        3. Marquard († zwischen 1166 und 1168)[24]

### Weitere Mitglieder der edelfreien Familie von Pettendorf
Im Gefolge der Babenberger zogen weitere Mitglieder der edelfreien Familie Pettendorf auch als Vögte nach Südosten und legten dort den Grundstein für den gleichnamigen Ort Pettendorf (Gemeinde Hausleiten) in Niederösterreich, welcher nach 1108 erstmals urkundlich erwähnt wurde.
Die Pegauer Annalen führen auf, dass Wiprecht von Groitzsch als Vogt des Klosters Vitzenburg zum Eingreifen im Konvent gezwungen war, da „eine Nichte des Grafen Friedrich von Pettendorf-Lengenfeld“ für den Niedergang der Klosterdisziplin verantwortlich war. Um welchen der drei Herren von Pettendorf mit dem Namen Friedrich oder um welche Nichte es sich hierbei handelte, lässt sich nicht nachvollziehen. Klar erscheint jedoch, dass es eine Nichte eines der Herren von Pettendorf gab, die in das Kloster der Ehefrau des verstorbenen Friedrich I., Sigena, eingetreten war.
Später trat auch eine Oberpfälzer Linie der Familie Pettendorf auf, deren Verbindung zu den Herren von Pettendof-Lengenfeld-Hopfenohe aber nicht nachweisbar ist. Ein Familienmitglied dieser Linie ist mit Ulrich von Pettendorf belegt, der von 1402 bis 1422 als Ulrich V. Abt des Klosters St. Emmeram in Regensburg war. Im 15. Jahrhundert errichteten Mitglieder dieses Familienzweigs auch die noch erhaltene Burg Pettendorf bei Neustadt an der Waldnaab. Nach dem 15. Jahrhundert gibt es keine Hinweise mehr auf Vertreter der Oberpfälzer Linie.
Andere Mitglieder der Familie Pettendorf begründeten das im Raum Baden-Württemberg wirkende Adelsgeschlecht Bettendorff. Aus diesem Familienzweig entstammten unter anderem Dietrich II., der von 1552 bis 1580 Bischof von Worms war, sowie Johann Philipp Freiherr von Bettendorff sowie Philipp Ludwig Freiherr von Bettendorff, die beide Anfang des 18. Jahrhunderts im Generalsrang standen.

## Erste Klostergründung in Pettendorf (1119 bis 1180)

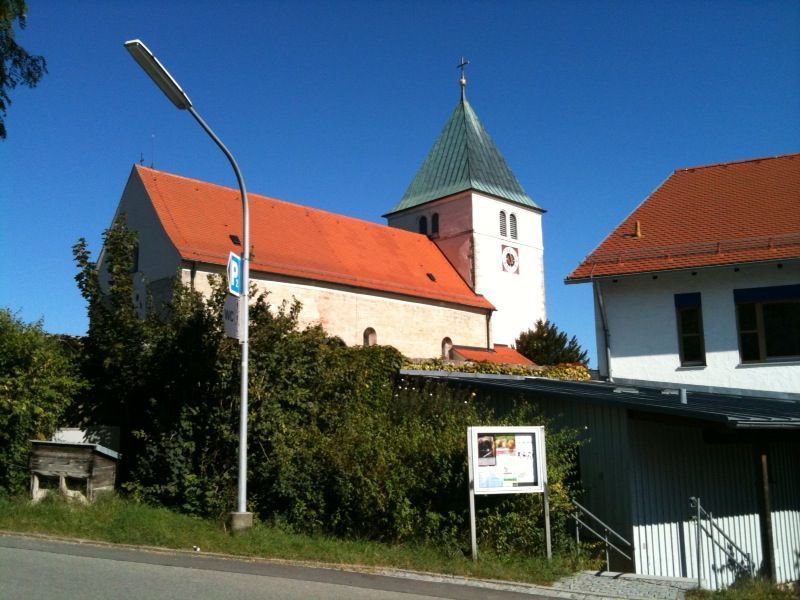
Romanische Kirche in Pettendorf – vermutlich letzter Überrest des Klosters aus dem 13. Jahrhundert

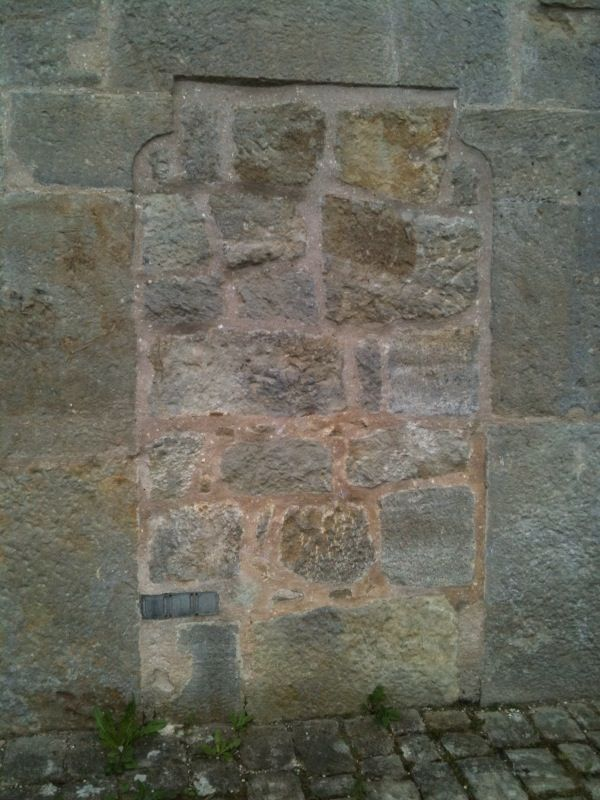
Vermutlicher Nordausgang zu den abgebrannten Konventgebäuden aus dem 13. Jahrhundert an der Pettendorfer Kirche

Nachdem Friedrich III. als letzter Herr von Pettendorf ohne männlichen Erben um oder vor 1119 gestorben war, verfügte er nach mittelalterlicher Tradition, dass sein Stammsitz in Pettendorf nach seinem Tod in ein Kloster umgewandelt werden sollte. Dieses Vermächtnis erfüllten wahrscheinlich seine Erbtochter Heilika und sein Schwiegersohn Otto V. von Scheyern. Daneben wurde auf Wunsch Friedrich III. im Jahr 1121 – zur Schaffung einer Begräbnisstätte für die Familie – auch das viel bedeutsamere Kloster Ensdorf gegründet, in dem unter anderem dieser selbst, seine Tochter Heilika, deren Gemahl Otto V. sowie ihr Sohn Friedrich und auch die zweite Tochter von Friedrich III., Heilwig, mit ihrem Ehemann, Gebhard von Leuchtenberg, begraben wurden.
Dieses erste Kloster in Pettendorf lag vermutlich im ehemaligen Burgbereich. Es handelte sich dabei um ein sehr kleines Kloster, dessen Orden sich nicht mehr feststellen lässt. Eine Verbindung zum in etwa gleichzeitig gegründeten Kloster Ensdorf liegt aber nahe. Das Pettendorfer Kloster ging schon nach wenigen Jahrzehnten wieder ein und das Klosterareal fiel damit an die Stifterfamilie zurück. Die Hintergründe für das Scheitern der ersten Klostergründung in Pettendorf werden nirgends genannt, scheinen aber mit den unmittelbar folgenden Aktivitäten der Wittelsbacher zu dieser Zeit rund um Regensburg im Zusammenhang zu stehen.
Laut Hans Schneider blieb Pettendorf auch nach dem Besitzantritt der Wittelsbacher im Jahr 1119 der Namensgeber und Verwaltungsmittelpunkt des Bezirks, während Lengenfeld zur Hauptburg der Herrschaft aufstieg. Wittelsbacher Ministeriale seien auch schon ab den 1120er Jahren urkundlich auf der Burg Lengenfeld belegt und es ist laut Hans Schneider davon auszugehen, dass die Wittelsbacher einzelne Verwalter und Burgmannen der Herren von Pettendorf weiterbeschäftigten.

## Verwaltungssitz der Wittelsbacher (1180 bis 1262)
Für die Zeit von 1197 bis 1199 wird Eckebrecht von Pettendorf („Eckebreht de Pettendorf“) als Dienstmann der Wittelsbacher auf der Burg Pettendorf genannt, was eine erneute Umwidmung des Klosters in eine Burg belegt. Die Burg in Pettendorf stellte auf ihrer Höhenposition zu dieser Zeit wohl eine wichtige strategische Position der Wittelsbacher im Ringen um die kurz zuvor verselbständigte freie Reichsstadt Regensburg dar. Neben der Burg in Pettendorf verfügten die Wittelsbacher zu dieser Zeit auch über weitere Festungen rund um Regensburg. Im Jahr 1209 wird in einer Scheyerer Urkunde auch der erste nachweisbare Geistliche in Pettendorf genannt.
Aus dieser Zeit stammen viele Urkunden, die auf das „Amt zu Pettendorf“ verweisen und belegen, dass die Wittelsbacher die Burg mit einem Ritter als Ministerialen besetzt hatten. Besonders die Besetzung der Burg mit einem der wenigen Ministerialen des Herrscherhauses zeigt, dass die Festung für die Wittelsbacher nach der Übernahme des Herzogsamts in Bayern ab 1180 plötzlich bedeutsam geworden war. Das erste herzogliche Urbar von 1231/1237 weist dem Amt Pettendorf den flächenmäßig ausgedehntesten Bezirk unter den 36 Amtssitzen der Wittelsbacher zu und es bestand zu dieser Zeit vermutlich noch im Wesentlichen aus dem Nachlass von Friedrich III. von Pettendorf. Auch im Salbuch der Wittelsbacher aus dem Jahr 1240 wird das „Amt Pettendorf“ benannt.
Von Pettendorf aus verwaltete das Amt landesherrlichen Besitz bis in die mittlere Oberpfalz hinauf. Im Herzogsurbar vom Anfang des 13. Jahrhunderts werden dem Amt Besitzungen unter anderem in Rohrdorf, Steinsberg, Vilshofen, Rieden, Siegenhofen, Sinzenhofen, Teublitz, Klardorf, Haugenried oder Neukirchen bei Schwandorf zugeordnet. Der Großteil der wittelsbachischen Besitzungen nördlich der Donau wurde somit von diesem Stützpunkt aus verwaltet.
1258 kam es zwischen dem wittelsbachischen Herzogtum Bayern und der freien Reichsstadt Regensburg zum Krieg, der mit dem Friedensvertrag vom 3. März 1259 endete. Regensburg verpflichtete sich darin zur Zahlung einer stattlichen Geldsumme an Bayern, wenn dieses im Gegenzug einige seiner Burgen rund um Regensburg räumte und seine Territorialpolitik gegenüber der freien Reichsstadt einschränkte. Dies führte dazu, dass die Burg in Pettendorf wieder in ein Kloster umgewandelt wurde. 1270 wird im Urbar von Herzog Ludwig dem Strengen Pettendorf auch nur noch als Schergenamt des „Amts Lengenfeld“ aufgeführt. Auch die Funktion als Schergenamt verlor Pettendorf später an das benachbarte Hainsacker.

## Zweite Klostergründung in Pettendorf (1262 bis 1274)
Es wurde eine zweite Klostergründung in Pettendorf vor dem Jahr 1262 urkundlich erwähnt. Als Patron des Klosters Pettendorf ist der Apostel Bartholomäus überliefert. Nebenpatrozinien waren zu jener Zeit der Heilige Andreas und Heilig Kreuz. Diese Patrozinien deuten auf den Ursprung aus einer Burgkapelle hin und waren bis zum Brand im Jahr 1666 die Patrozinien der Pettendorfer Pfarrkirche. Erst nach dem späteren Wiederaufbau führt die Pfarrkirche Pettendorf St. Margaretha als geltendes Patrozinium.
Am 28. April 1262 erließ Frater Thomas, Bischof von Squillace, einen Ablassbrief „für diejenigen, welche den Schwestern des Klosters St. Bartholomäus in Pettendorf beim Aufbau ihres Konvents helfen“. Weitere Ablässe für das Kloster Pettendorf sprachen 1262 Bischof Hildebrand von Eichstätt, 1271 Bischof Otto von Münster, 1274 Bischof Heinrich von Trient und 1278 Bischof Conrad von Regensburg aus. In einer Urkunde aus dem Jahr 1264 übergab Papst Urban IV. die Pfarrei Pettendorf dem dort neu gegründeten Kloster.
Für das Kloster wurde die bisherige Festungsanlage offenbar geschleift und auf den Überresten der Burg die neue Klosteranlage errichtet. In Urkunden und Ablassbriefen aus den Jahren 1274 und 1277 wird erwähnt, dass die fast fertiggestellte Klosteranlage in Pettendorf durch Brand und Raub zerstört wurde. Die romanische Kirche in Pettendorf, die erkennbar auf einer erhöhten Stelle und damit eventuell auf den Überresten eines Vorgängerbaus steht, dürfte der letzte Architekturüberrest des zerstörten Klosters sein, was zudem ein noch sichtbarer, vermauerter Nordausgang zu den abgebrannten Konventgebäuden nahelegt.
Die Zerstörung des Klosters ist in die Jahre 1271 bis 1274 zu datieren. Traditionsgemäß wird der Überfall den Raubrittern von der nahe gelegenen Burg Löweneck angelastet, die zu dieser Zeit durch viele Missetaten auffielen. Die Brandschatzung des Klosters fiel in die kaiserlose Zeit des Interregnums, welche durch große Rechtsunsicherheit und vielerorten herrschende Gewalt gekennzeichnet war.

## Das Kloster auf dem Adlersberg (1274 bis 1542)

### Die Anfänge auf dem Adlersberg

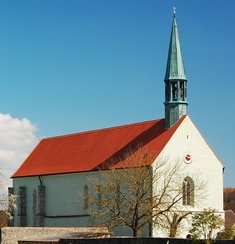
Ehemalige Klosterkirche in Adlersberg

Ab 1274 begann die Errichtung des neuen Klosters auf dem Adlersberg, etwa zwei Kilometer südlich des dort gelegenen Bauernanwesens. Als Stifter des Klosters wird Ludwig der Strenge genannt, der 1276 „den Klosterfrauen von Weißenburg den Einzug in den von ihm errichteten Konvent in Pettendorf erlaubt“. Weitere Nonnen wurden aus dem Regensburger Kloster Heilig-Kreuz geholt. Der Konvent wird auch auf dem Adlersberg unter dem Namen „Kloster Pettendorf“ und mehrmals sogar als „Neu-Pettendorf“ in den Urkunden geführt, was die Verbindung mit dem vormaligen Kloster in Pettendorf eindeutig belegt.
Es handelte sich dabei um ein Frauenkloster des Dominikanerordens, dessen Seelsorge und Oberaufsicht dem Regensburger Kloster St. Blasius oblag. Die Dominikaner waren als Bettelorden überwiegend in Städten vertreten und gründeten in Pettendorf-Adlersberg eines ihrer wenigen Klöster im ländlichen Raum. Ob ein Zusammenhang zwischen der Ordenswahl und dem zwischen 1260 und 1262 als Bischof von Regensburg wirkenden Albertus Magnus bestand, ist unklar, aber nicht unwahrscheinlich.
Am 18. Juni 1292 schenkte Otto von Vaulwisen, Bürger von Regensburg, dem „Dominikanerinnenkonvent in Neu-Pettendorf“ seinen Hof in „Swezzendorf“ (Schwetzendorf). 1303 gibt eine Urkunde an, dass das Kloster Pettendorf die Kirche in Kneiting besaß. Am 28. August 1311 erließ Bischof Konrad von Regensburg einen Ablassbrief „für diejenigen, die den Schwestern des Klosters Pettendorf wegen ihrer geringen Einkünfte helfen“.
Während der langen Bauphase tauchten mehrere Förderer des Klosters auf, neben den Wittelsbachern auch die Bischöfe von Regensburg sowie andere Diözesen und verschiedene Adelsfamilien. Eine Weihe des Klosters wird erst im Jahr 1341 berichtet.
In der Anfangszeit war das Kloster vor allem für vermögende Familien aus dem Landadel und der freien Reichsstadt Regensburg ein Ort, an dem unverheiratete Töchter untergebracht werden konnten. Die dadurch gewonnenen Zuwendungen sicherten den Aufbau des Klosters auf dem Adlersberg. Urkundlich belegt ist, dass viele der Priorinnen des Klosters aus dem mittelbayerischen Stadt- und Landadel stammten. Zu erwähnen sind hier die Familien Nabburger, Auer von Brennberg, Portner, Steflinger, Ingolstädter, Königsfeld, Paulsdorfer, Leonsberger oder Gumprecht.

### Die Blütezeit, Bauten und Klosterökonomie

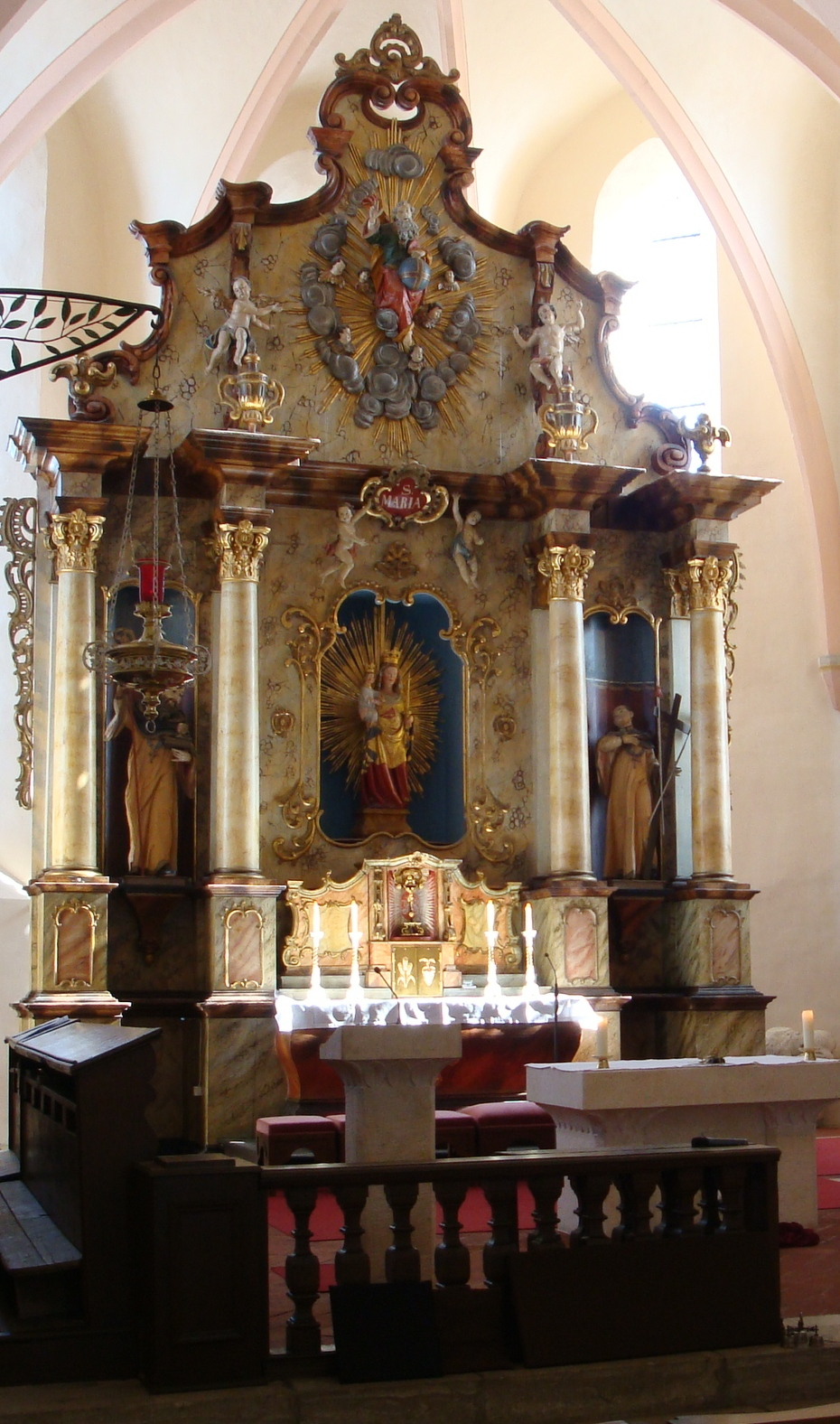
Altar der Adlersberger Kirche mit der „Muttergottes in der Verlassenheit“

Die Blütezeit des Klosters lag in der Regierungszeit von Kaiser Ludwig dem Bayern. Dieser ließ dem Kloster in den Jahren 1316, 1318 und 1323 zum Teil beträchtliche Schenkungen zukommen. Kaiser Ludwig wurde denn auch als der zweite Gründer des Klosters verehrt. Infolge der Schenkungen weitete sich die Ökonomie des Klosters auch beträchtlich aus. Während die Ökonomie zunächst noch aus der Mitgift von Friedrich III. von Pettendorf stammte und in etwa das Gebiet der Alt-Gemeinde Pettendorf umfasste, gehörten im 14. Jahrhundert auch Anwesen in Baiern, Laub, Geiersberg, Kneiting, Regensburg, Trischlberg, Lappersdorf und Winzer sowie weiter entfernt gelegene Besitzungen bei Amberg, Neumarkt, Kelheim oder Schwandorf zum Klostervermögen. Ab Mitte des 16. Jahrhunderts lässt sich auch eine vom Kloster betriebene Brauerei nachweisen.
Die Bauten des Klosters sind stilistisch in die Anfangszeit der Gotik zu setzen. An den bearbeiteten Steinen der Klosterkirche in Adlersberg befinden sich 30 Steinmetzzeichen, die auch am Regensburger Dom gefunden wurden und den Austausch von Handwerkern zwischen beiden Baustellen belegen. Der Innenraum der Klosterkirche ähnelt in gewisser Weise der wenige Jahre zuvor oder zeitgleich errichteten Dominikanerkirche St. Blasius in Regensburg, was zudem eine parallele Bauplanung vermuten lässt.
Die Adlersberger Madonna und die bedeutenden Wandmalereien in der Klosterkirche entstanden wohl um das Jahr 1400. Es wird angenommen, dass diese Kunstwerke aus dem Umfeld der Wittelsbacher stammen. Insbesondere wird in der Adlersberger Kirche die älteste, belegte Madonna mit Schutzmantel abgebildet. In bedeutsamen Fresken verewigt wurden auch die beiden Stifter Herzog Ludwig der Strenge und Kaiser Ludwig der Bayern.
Das Kloster Pettendorf zeichnete sich nie durch besondere Aktivitäten aus und verbrachte die Zeit offenkundig nur mit der Bewirtschaftung seiner Ökonomie. Dem Kloster stand das Inkorporationsrecht lediglich für zwei Pfarreien zu – zum einen für die am Ort gelegene Pfarrei Pettendorf und zum anderen für die weit entfernt liegende Pfarrei Berg bei Neumarkt. Im Lauf der Zeit nahm die Bedeutung des Klosters daher nach und nach ab. Getragen wurde es dann nur noch vom niederen Adel.

### Die Folgen des Landshuter Erbfolgekriegs
Im Zuge des Landshuter Erbfolgekriegs war das nördliche Umland von Regensburg im September 1504 Aufmarschgebiet der bayerischen Truppen, die auf dem Greifenberg bei Kneiting ihr Feldlager aufgeschlagen hatten. Von dort aus verheerten die Truppen das Umland derart, dass einige Gehöfte im Bereich der Alt-Gemeinde Pettendorf noch fünfzig Jahre später infolge der Kampfhandlungen brach lagen. Vom Feldlager auf dem Greifenberg zogen die bayerischen Truppen dann nach Wenzenbach, wo die Schlacht von Schönberg stattfand, die den Landshuter Erbfolgekrieg entschied. Diese Schlacht wird auch als die letzte große Ritterschlacht des Mittelalters bezeichnet.
Als Ergebnis des Landshuter Erbfolgekriegs gehörte das Territorium um das Kloster ab Mitte 1505 nicht mehr zum Herzogtum Bayern, sondern zum neugegründeten Fürstentum Pfalz-Neuburg. Neben dem Bedeutungsverlust trafen das Kloster auf dem Adlersberg damit auch die Folgen des Krieges. Mit diesen Belastungen ging das Kloster in die Zeit der Reformation ab den Jahren 1517/18. Kennzeichnend für diese unruhige Zeit ist auch die Flucht der Priorin, Katharina Sinzenhofer, im Jahr 1525 (→ Artikel zur Adlersberger Kirche).
Als letzte Priorin ist Katharina Merklin zu Pettendorf in einem Schriftwechsel mit dem Bistumsadministrator zu Regensburg, Johann III., aus dem Jahr 1537 belegt.

### Liste der Priorinnen des Klosters Pettendorf
Die nachstehende Liste der Priorinnen des Klosters Pettendorf basiert auf Urkunden, in denen jeweils die Konventvorsteherin benannt wird, und welche damit nicht abschließend ist sowie nur einzelne Jahre beleuchtet:
| Jahr | Priorin              | Jahr | Priorin       | Jahr | Priorin                  | Jahr | Priorin                |
| ---- | -------------------- | ---- | ------------- | ---- | ------------------------ | ---- | ---------------------- |
| 1291 | Diemut               | 1299 | Gertrud       | 1303 | Diemud                   | 1313 | Chunegunde             |
| 1325 | Agnes                | 1328 | Elspet        | 1331 | Gertrut                  | 1341 | Agnes von Paulstorf    |
| 1372 | Agnes von Leonprecht | 1381 | Anna          | 1403 | Anna Stainkircherin      | 1441 | Cäcilia die Turnauerin |
| 1460 | Cäcilia              | 1471 | Anna Vischlin | 1525 | Katharina Hinzenhauserin | 1537 | Katharina Merklin      |

Eine Priorin Aurilia die Gumbrechtin lässt sich zeitlich nicht genau einordnen, dürfte aber wohl 1373 und 1380 anzusetzen sein. Zwischen 1403 und 1414 war wohl eine Margareta Priorin.

## Protestantisches Zwischenspiel (1542 bis 1613)

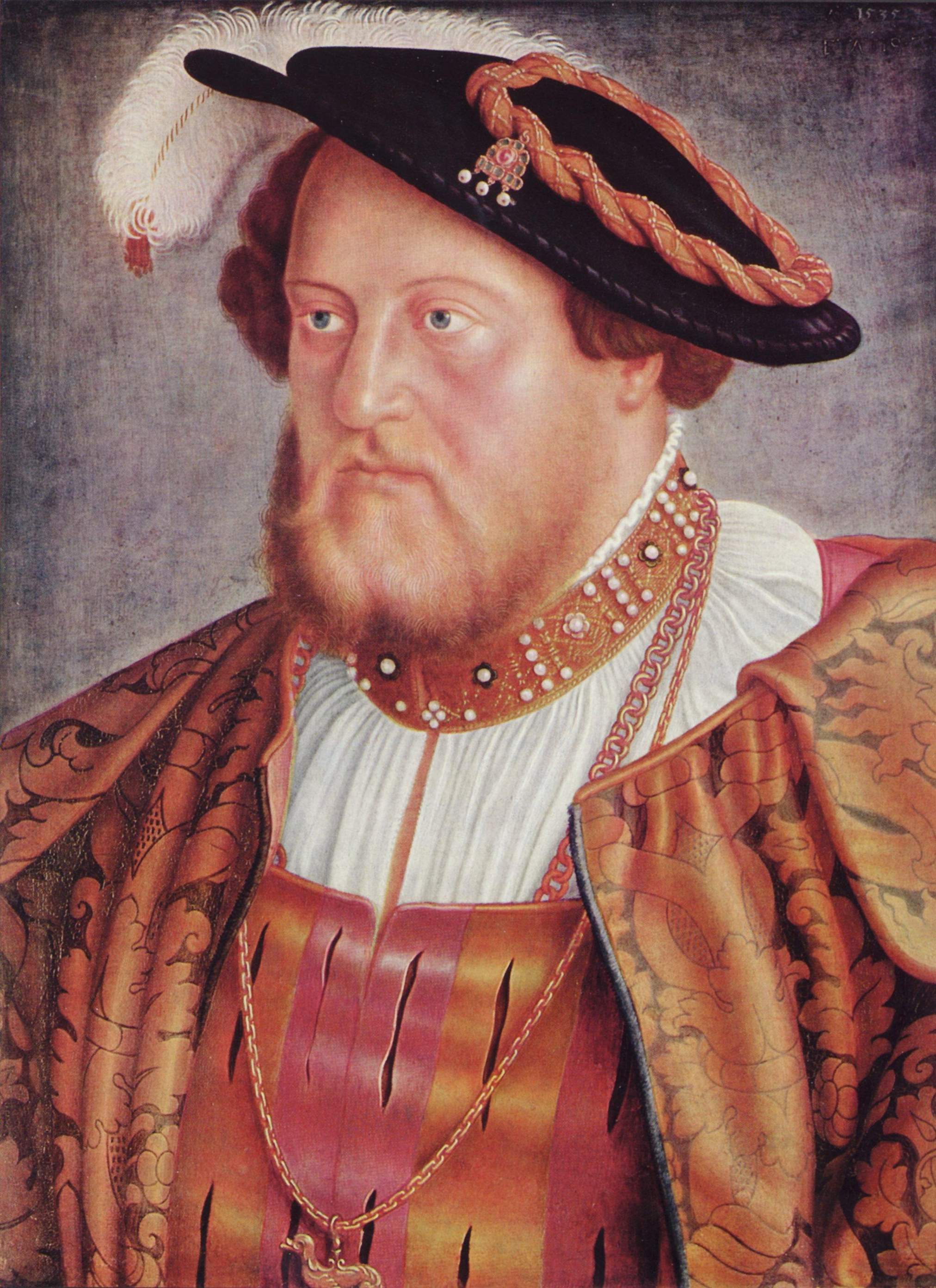
Pfalzgraf-Kurfürst Ottheinrich hob 1542 das Kloster auf dem Adlersberg auf

Im Zuge des Übertritts des Pfalzgraf-Fürsten von Pfalz-Neuburg, Ottheinrich, zum protestantischen Glauben wurde das im Herrschaftsgebiet gelegene Kloster im Jahr 1542 aufgelöst. Der im Kloster lebenden Priorin und den verbliebenen vier Nonnen wurde nach der Klosterauflösung vom neuen Herrscher freies Geleit sowie die freie Wahl eines neuen Wohnsitzes eingeräumt.
Das Protokoll der Aufhebungskommission aus dem Jahr 1542 zeichnet ein armseliges Leben der Ordensschwestern in der Endphase des Klosters. In der Klosterökonomie wurden nur noch ein Hofmeister, sechs Knechte und ein Schmied beschäftigt. Wertgegenstände fanden die Neuburger Kommissare keine mehr im Kloster, sondern stießen lediglich auf die allerwichtigsten Utensilien für die Abhaltung der Gottesdienste. Die Einrichtung des Priorats und der Konventgebäude wurde durch die Kommissare als „dürftig“ beschrieben und vermerkt, dass die Wäsche durch langjährigen Gebrauch verschlissen und mehrfach geflickt war. Das Kloster verfügte offensichtlich auch über keine nennenswerte Bibliothek, so dass lediglich der Urkundenbestand geschlossen in das landesherrliche Archiv nach Neuburg überführt wurde.
Kaiser Karl V. besetzte während des Schmalkaldischen Krieges die Besitzungen der Fürsten von Pfalz-Neuburg. Karl V. trug sich daraufhin mit dem Gedanken, das Kloster Pettendorf wieder dem alten Glauben zuzuführen. Konkret stellte er Überlegungen an, das Klosterareal seinem Beichtvater, dem Dominikaner und Theologen Pedro de Soto, zu überlassen. Die politischen Entwicklungen der Folgezeit ließen es jedoch nicht zu, dass Karl V. sein Vorhaben in die Tat umsetzen konnte, und die Besitzungen wurden letztlich wieder von den Fürsten von Pfalz-Neuburg eingenommen.
Während des protestantischen Zwischenspiels wurden die ehemaligen Konventgebäude zeitweise auch vom evangelischen Pastor bewohnt, der die Pfarrei Pettendorf von dort aus betreute. Unter den evangelischen Pastoren in Pettendorf ist in besonderer Weise Kaspar Brusch hervorzuheben, der mit seiner Frau und seinem Vater in der Pfarrei lebte. Brusch ermöglichte es auch dem Regensburger Buchdrucker Hans Kohl, in den weitläufigen Räumen des ehemaligen Klosters auf dem Adlersberg politisch brisante Druckwerke herzustellen, deren Druck ihm in Regensburg untersagt war. Einige Pamphlete der Adlersberger Winkeldruckerei sind aus dieser Zeit noch heute erhalten.
Im Jahr 1613 traten die Fürsten von Pfalz-Neuburg wieder zum Katholizismus über. Ab 1617 wurden in der Pfarrei Pettendorf durch den Landesherrn wieder katholische Geistliche ernannt.

## Vom Dreißigjährigen Krieg bis zur Säkularisation (1613 bis 1803)
In den späteren Jahren wechselten die Besitzer der Klosteranlage und der dazugehörigen Ökonomie mehrfach.
Im Jahr 1628 erwarb das Dominikanerinnenkloster Heilig-Kreuz in Regensburg das ehemalige Kloster auf dem Adlersberg und versuchte in der Folgezeit eine Wiederbesiedlung. Während der mittleren Phase des Dreißigjährigen Krieges geriet der Raum um Regensburg in den Jahren 1632 und 1641 jedoch in das Kampfgeschehen, und das Anwesen auf dem Adlersberg litt unter den damit verbundenen Plünderungen sowie Einquartierungen. Eine planvolle Bewirtschaftung der Ökonomie war damit nicht möglich. Die Belastungen für das Kloster Heilig-Kreuz wurden dadurch so hoch, dass es den Konvent an den Rande des Ruins trieb und dieser das Anwesen auf dem Adlersberg im Jahr 1660 an das Kloster St. Blasius in Regensburg verkaufen musste.

Crux Dominicana, das Dominikanerkreuz – die Dominikanerinnen von Heilig-Kreuz aus Regensburg scheiterten im 17. Jahrhundert an einer Wiederbesiedlung des Klosters Pettendorf

Die Chronik des Klosters Heilig-Kreuz gibt detailliert Auskunft über den Kauf, die Verwaltung und die Probleme mit dem ehemaligen Kloster auf dem Adlersberg:

„Anno 1645 den 31. März haben wir mit den Hopf ersehen Erben wegen des erkauften Gutes Arlesberg einen Vergleich abgeschlossen. Dieses Gut ist anno 1628 für neunthalbtausend Gulden wider den Willen des Convents erkauft worden. Dazu beiläufig noch 300 Gulden Leikauf. Unsere alte Mutter Priorin Barbara Danner hat viele Schwestern noch vor ihrem Tode gebeten, sie sollten nicht einwilligen in den Kauf, es würde das Kloster in ein Verderbnis kommen, welches auch geschehen. Sobald nun diese Mutter anno 1626 den 16. April in der Osterwoche gestorben war, haben die M. Anna Maria Ehenröder und andere Ratsfrauen die nachfolgende Priorin Anna Scholastika Schuster überredet, daß diese Fromme Mutter in den Kauf einwilligte. Es haben viele vornehme geistliche und weltliche Herren dazu geraten, sogar unser Beichtvater, P. David
Winkler, und gesagt, wenn sie den Kauf nicht eingingen, so würden nicht allein die Seelen sondern auch die Steine wider uns schreien. Letztlich ist aber herausgekommen, daß die Gläubiger gar ärgerlich über uns geschrien haben, bis sie bezahlt wurden. Andere Herren haben auch zum Kauf geraten, weil es ehedem ein geistliches Gut gewesen, damit es wieder zum geistlichen Stande kommen möchte.
Nachdem der Arlesberg zu einem weltlichen und adeligen Herrenstand-Gut gemacht worden ist und durch die Rehlinger und andere adelige Personen besorgt wurde bis endlich ein Herr Samuel Hopfer es gekauft. Der spätere Kauf durch das Kloster war zu unserem größten Schaden und brachte nur Verderbnis, Jammer und Herzeleid. Denn als unsere alte Mutter Priorin Barbara Danner 1626 gestorben, waren wir noch keinen Kreuzer schuldig und von 1626 bis 1640 sind wir schuldig worden 20.510 Gulden und 51 Kreuzer. 1640 war man noch schuldig den Hopf ersehen Erben 5.162 Gulden und 47 Kreuzer. Herr Hopfer bedrängte das Kloster sehr, kam oft in das Kloster um Zins und Rückzahlung zu verlangen und bestellte sich vorher schon, was er als Essen vorgesetzt haben wollte. 1651 richtete man an den Dominikanergeneral die Bitte, das Gut verkaufen zu dürfen, aber Pater General war gerade durch wichtigere Dinge in Anspruch genommen. 1654 wollte das Kloster das Gut auf Erbrecht verkaufen, als Lehensgut. Allein alle Käufer verlangten vom Kloster Bürgschaft für Schadloshaltung für den Fall, daß der Fürst von Neuburg wieder protestantisch werden und Arlesberg als geistliches Gut einziehen würde. Darauf konnte das Kloster sich nicht einlassen. Der Arlesberg sollte wieder in eine weltliche Hofmark umgewandelt werden, damit man es ganz verkaufen könnte.“

Vom Kloster St. Blasius erwarb 1676 das Zisterzienserstift Kaisham über sein Subpriorat im Kloster Pielenhofen die Klosterhofmark zu Pettendorf für den Betrag von 18.000 Gulden. Der Stift Kaisheim setzte sich für einen Wiederaufbau der Ökonomie und des Baubestands ein, versuchte jedoch keine Wiederbesiedlung mehr auf dem Adlersberg. Ab dieser Zeit wurde das Kloster Pettendorf kirchen- und verwaltungsrechtlich wieder als eigener Rechtskörper in Verzeichnissen und Urkunden genannt. Auch in einer Abhandlung des Prüfeninger Gelehrten Veremund Gufl aus dem Jahr 1757 wird auf das Problem der entfremdeten Kirchengüter am Beispiel des Klosters Pettendorf eingegangen.
Ab der Zeit der Gegenreformation etablierte sich eine kleine Marienwallfahrt zum Adlersberg. Als Gnadenbild wurde die Mutter Gottes auf dem Hochaltar der ehemaligen Klosterkirche verehrt. Die Wallfahrt zum Adlersberg reihte sich dabei in eine von insgesamt 44 Wallfahrten in der Diözese Regensburg ein. Das Einzugsgebiet der Wallfahrt beschränkte sich vermutlich nur auf den Nahraum um Regensburg. Votivtafeln und sonstige Votivgaben in der Kirche belegen die Bedeutung der Wallfahrt. Erwähnenswert ist eine noch vorhandene Votivtafel aus dem Jahr 1736 mit einigen in Silber gefassten Pretiosen.
Schon 1703 wurde der Pettendorfer Raum wieder in das Kriegsgeschehen einbezogen. Während des Spanischen Erbfolgekriegs belagerte der bayerische Kurfürst Max Emanuel die Reichsstadt Regensburg, um diese seinem Fürstentum einzuverleiben. Erneut wurden die Bauerngüter im Umland und damit auch das Gut auf dem Adlersberg herangezogen, um die Soldateska zu versorgen.
Kirchenrechtlich ging das Kloster auf dem Adlersberg erst mit der Säkularisation 1803 unter – der Besitz des Reichsstifts Kaisheim wurde enteignet und ging auf den Bayerischen Staat über.

## Von der Säkularisation bis heute (1803 bis heute)

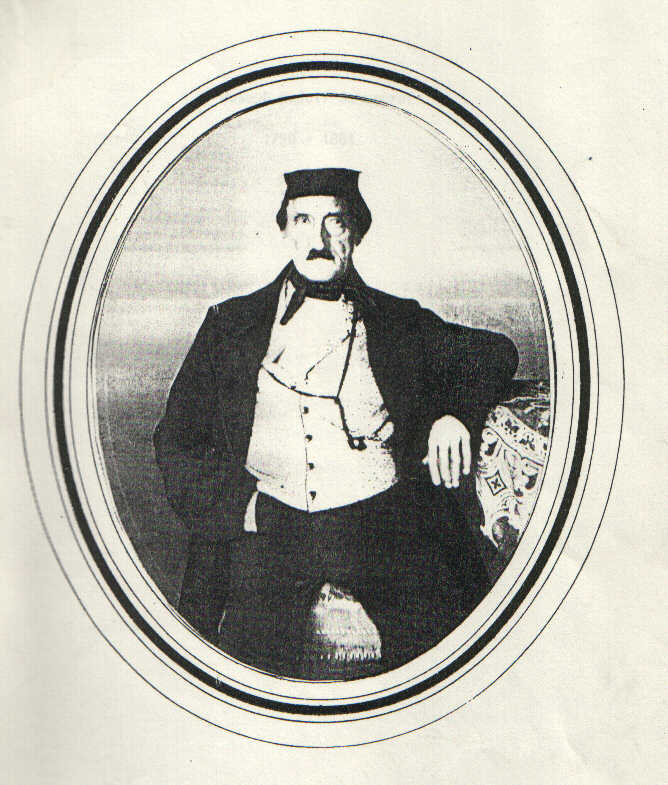
Joseph Rudolf Schuegraf verfasste eine Denkschrift zur Adlersberger Kirche und trug damit zur Verhinderung von deren Abbruch bei

Als erster Besitzer nach der Säkularisation wird 1803 der Burglengenfelder Landrichter Ferdinand Mayer aufgeführt, der die Hofmark für 31.000 Gulden vom Bayerischen Staat erwarb und schon 1808 wieder an Jakob Söldern weiterverkaufte. Zu dieser Zeit ist noch eine Brauerei auf dem Adlersberg belegt.
Infolge der Napoleonischen Kriege wurde der Raum um Pettendorf im Jahr 1809 erneut zum Schauplatz kriegerischer Ereignisse. Nach der Schlacht von Regensburg zogen sich die kaiserlich-österreichischen Truppen unter anderem über das hügelige Gemeindegebiet zurück. Das Gut Adlersberg wurde dabei durch österreichische Soldaten und nachrückende Truppen Napoleons längere Zeit gebrandschatzt. Nach den Aufzeichnungen der Pfarrei wurden dabei alle Vorräte beschlagnahmt, das Mobiliar wurde zertrümmert.
Im Jahr 1838 erwarb die gegenwärtige Besitzerfamilie Prößl das Anwesen, welche dort eine Brauerei mit angeschlossener Ausflugsgaststätte betreibt.
Die ehemalige Klosterkirche war beim Verkauf nicht eingeschlossen und blieb im Staatsbesitz. Zwischen 1818 und 1838 wurde über einen Abbruch der Klosterkirche verhandelt, was teilweise sogar von den örtlichen Pfarrern und dem Bischöflichen Ordinariat zu Regensburg nicht gänzlich abgelehnt wurde. Der Abbruch scheiterte jedoch am entschiedenen Widerstand der örtlichen Bevölkerung, welche die Kirche auf dem Adlersberg unbedingt erhalten wollte. Ausschlaggebend für den Erhalt war später der Einsatz des Pfarrers Severin Fuchs sowie von dessen Freund Joseph Rudolf Schuegraf, der als anerkannter Historiker eine Denkschrift zur geschichtlichen Bedeutung der Kirche schrieb und damit die Regierung schließlich zum Einlenken zwang.
1878 kam es zur Unterzeichnung eines Vertrags zwischen dem Bayerischen Finanzministerium und der Kirchenpflegschaft Pettendorf, in dem die staatliche Baulast endgültig festgestellt und die örtliche Pfarrei zu allen Hand- und Spanndiensten verpflichtet wurde.
Die letzten Ausläufer der Wallfahrt auf den Adlersberg erlebten im Jahr 1944 einen Aufschwung, als der Zweite Weltkrieg auch Regensburg erfasste. Bilder der Adlersberger „Muttergottes in der Verlassenheit“ wurden zu dieser Zeit sogar in Regensburg aufgestellt. Nachdem Regensburg durch viel Glück den Zweiten Weltkrieg relativ unbeschadet überstanden hatte, schrieben dies viele Gläubige der Adlersberger Madonna zu. Nach Kriegsende versammelten sich einmal im Monat viele Regensburger zum Dank dafür in Adlersberg. Diese Tradition erlosch schon im Verlauf der 1950er Jahre wieder.
Heute wird die Klosterkirche regelmäßig durch die Pfarrei Pettendorf genutzt. Die ehemalige Klosteranlage lässt sich noch in großen Teilen, insbesondere durch die erhalten gebliebene, vollständige Klostermauer, erahnen. Kaum eine mittelalterliche Klosteranlage aus der Zeit der frühen Gotik ist im Raum Regensburg noch in diesem Bestand zu besichtigen.

## Bildergalerie

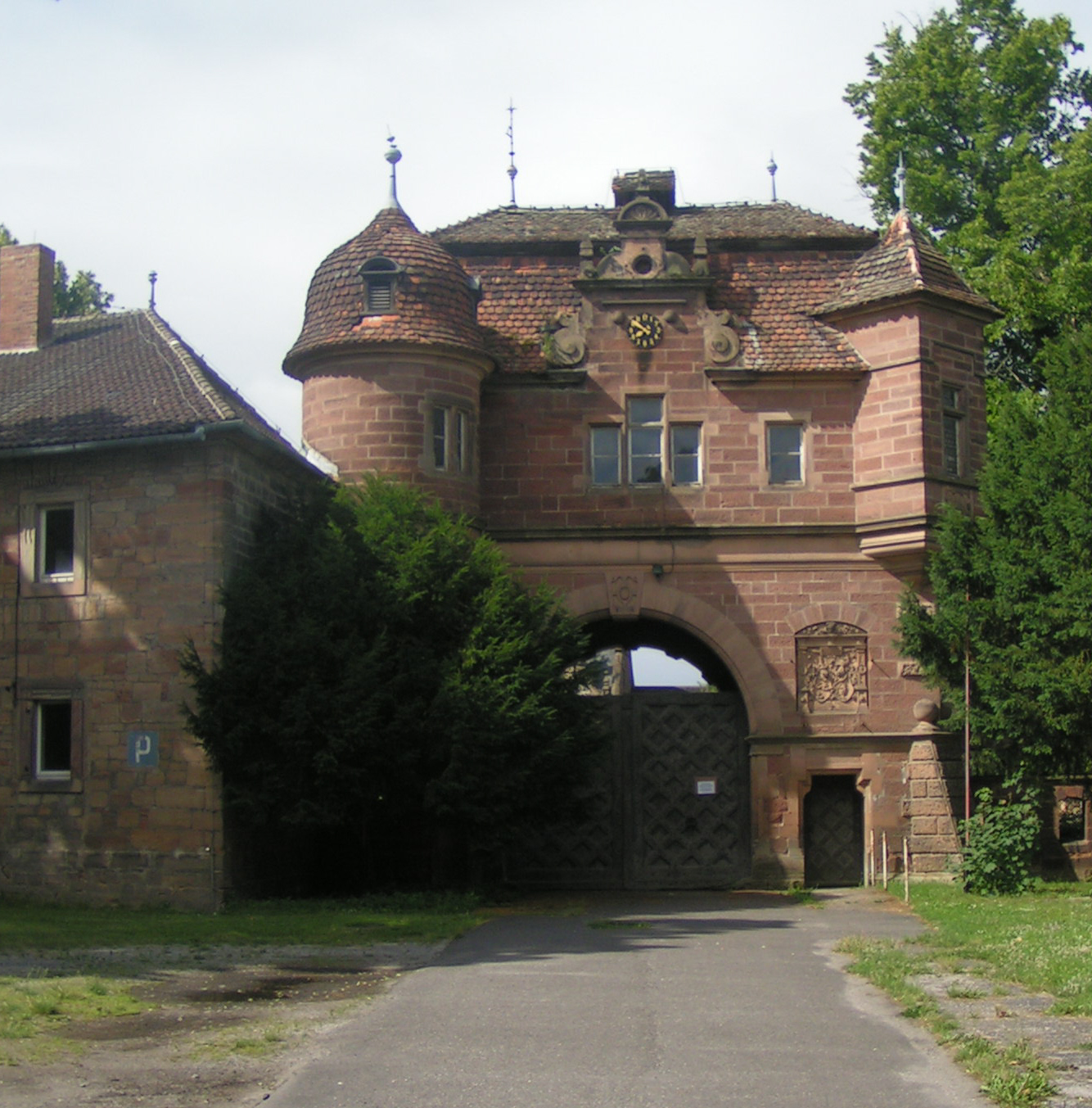
Kloster Vitzenburg war der Alterssitz von Sigena, der Witwe von Friedrich I. von Pettendorf
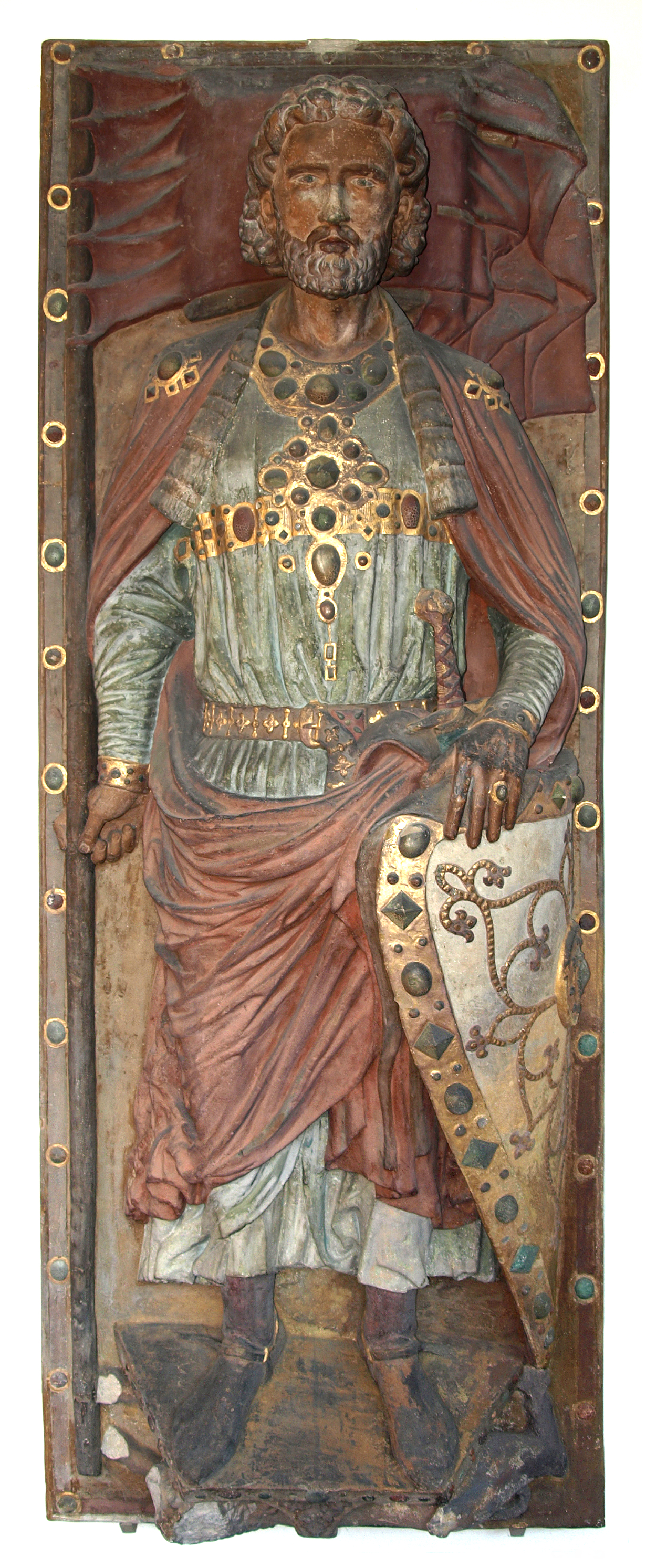
Wiprecht II. von Groitzsch war der Halbbruder von Friedrich II. von Pettendorf
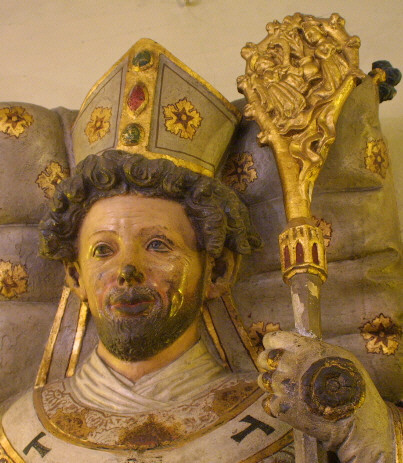
Bischof Otto von Bamberg, dessen Lehensmann Friedrich III. von Pettendorf im Raum Auersbach und Abbach war
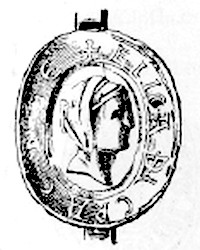
Sigel der Heilika von Pettendorf, Tochter des Friedrich III. von Pettendorf
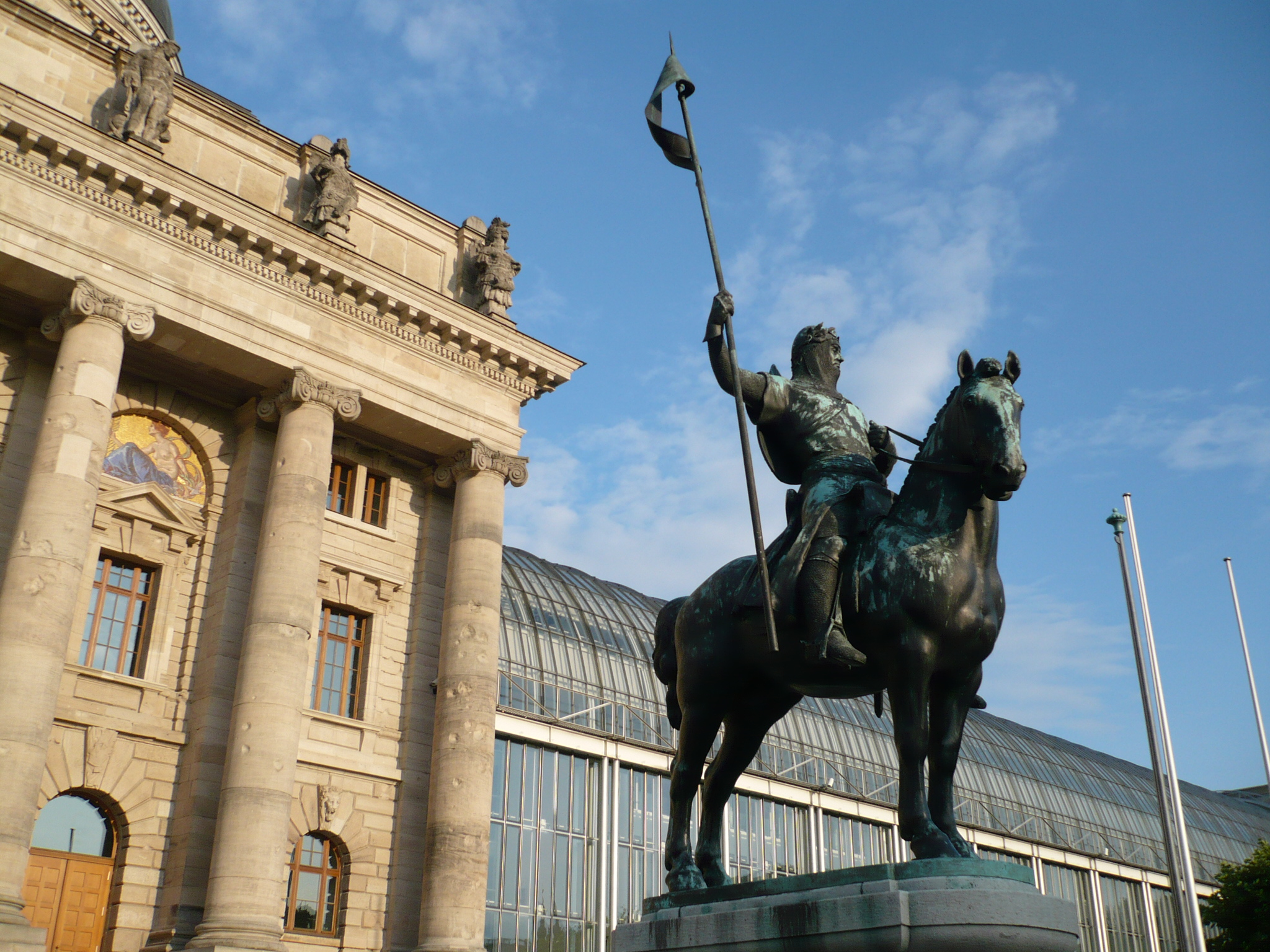
Reiterstandbild Otto von Wittelsbachs, des Sohns von Heilika, im Münchner Hofgarten
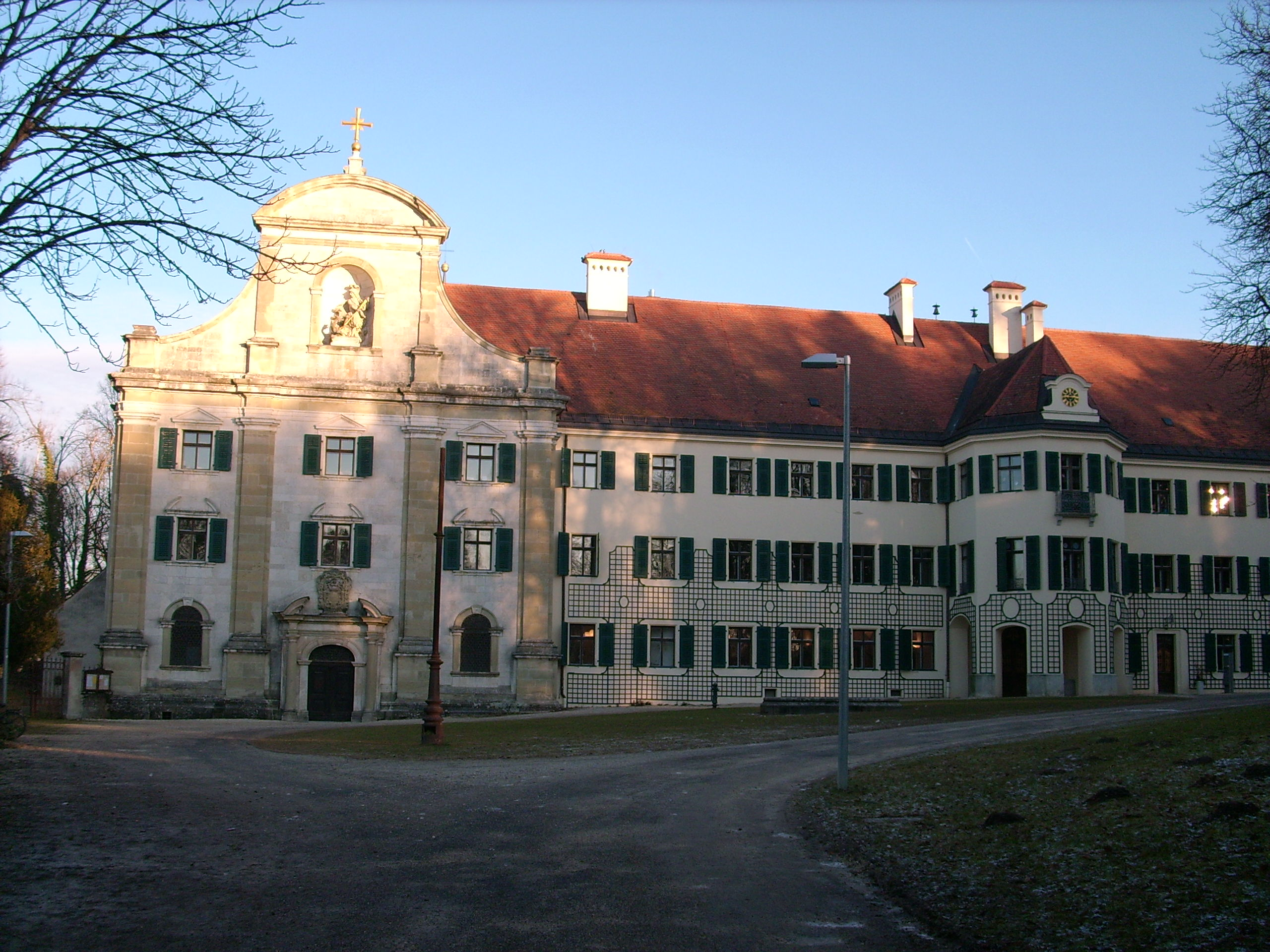
Kloster Prüfening erhielt 1119, nach dem Tod Friedrich III. von Pettendorf, Güter aus den von ihm verwalteten Lehen des Bistums Bamberg übertragen
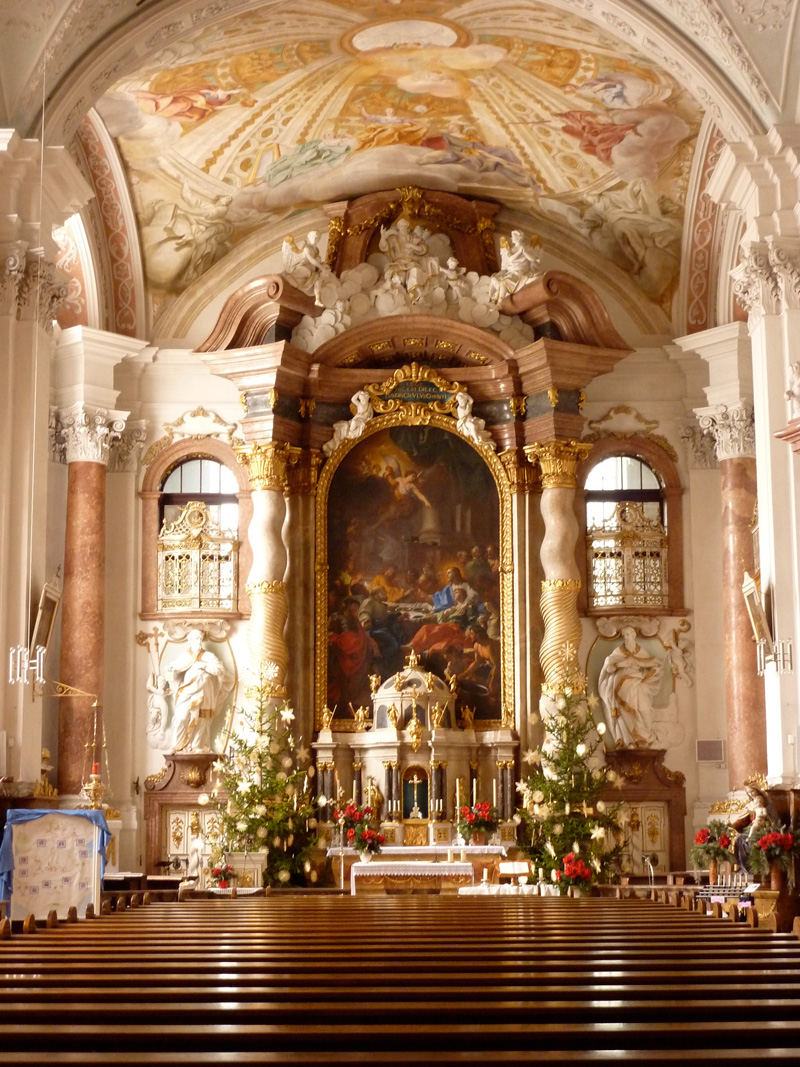
Auch das Kloster Michelfeld wurde 1119 aus Gütern der Lehen des verstorbenen Friedrich III. von Pettendorf gegründet
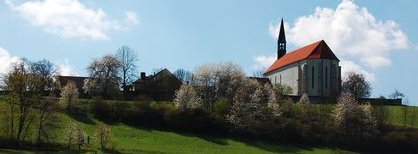
Die ehemalige Klosteranlage auf dem Adlersberg
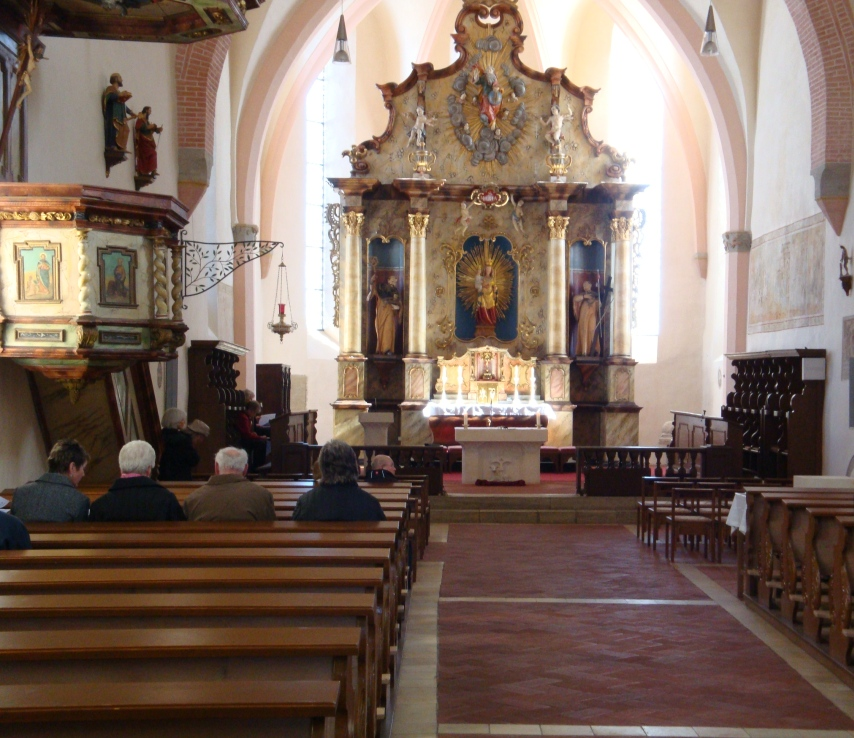
Innenraum der Kirche in Adlersberg
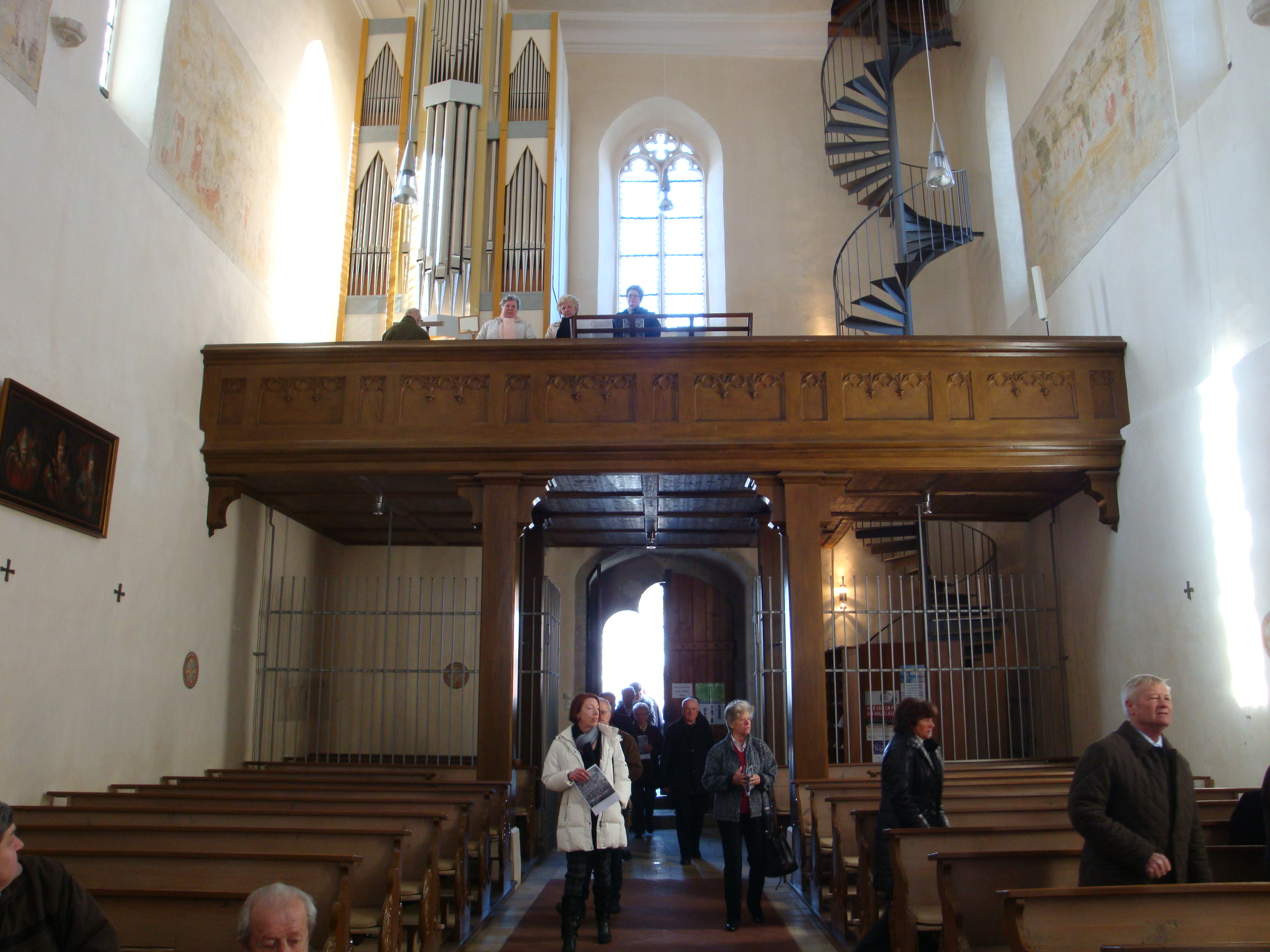
Blick zur Orgel und Empore in der Klosterkirche Adlersberg